# 라이나손해보험
라이나손해보험주식회사(라이나損害保險, Lina Genereal Insurance Co., Ltd.)는 손해보험 회사이다. 